# Austin A40 Somerset
La A40 Somerset è un'autovettura mid-size prodotta dall'Austin dal 1952 al 1954 in 173.306 esemplari.

## Storia
Il modello era abbastanza simile alla A40 Devon, che sostituì. Le somiglianze risiedevano nel telaio, che era separato, e nel motore a quattro cilindri in linea, che era a valvole in testa e possedeva una cilindrata di 1,2 L. Questo propulsore fu comunque aggiornato, così da erogare 42 CV di potenza, dunque due CV in più di quello della A40 Devon. La vettura in questo modo raggiungeva la velocità massima di circa 110 km/h. Il motore era montato anteriormente, mentre la trazione era posteriore. Il cambio era manuale a quattro rapporti, con le tre marce più alte che erano sincronizzate.

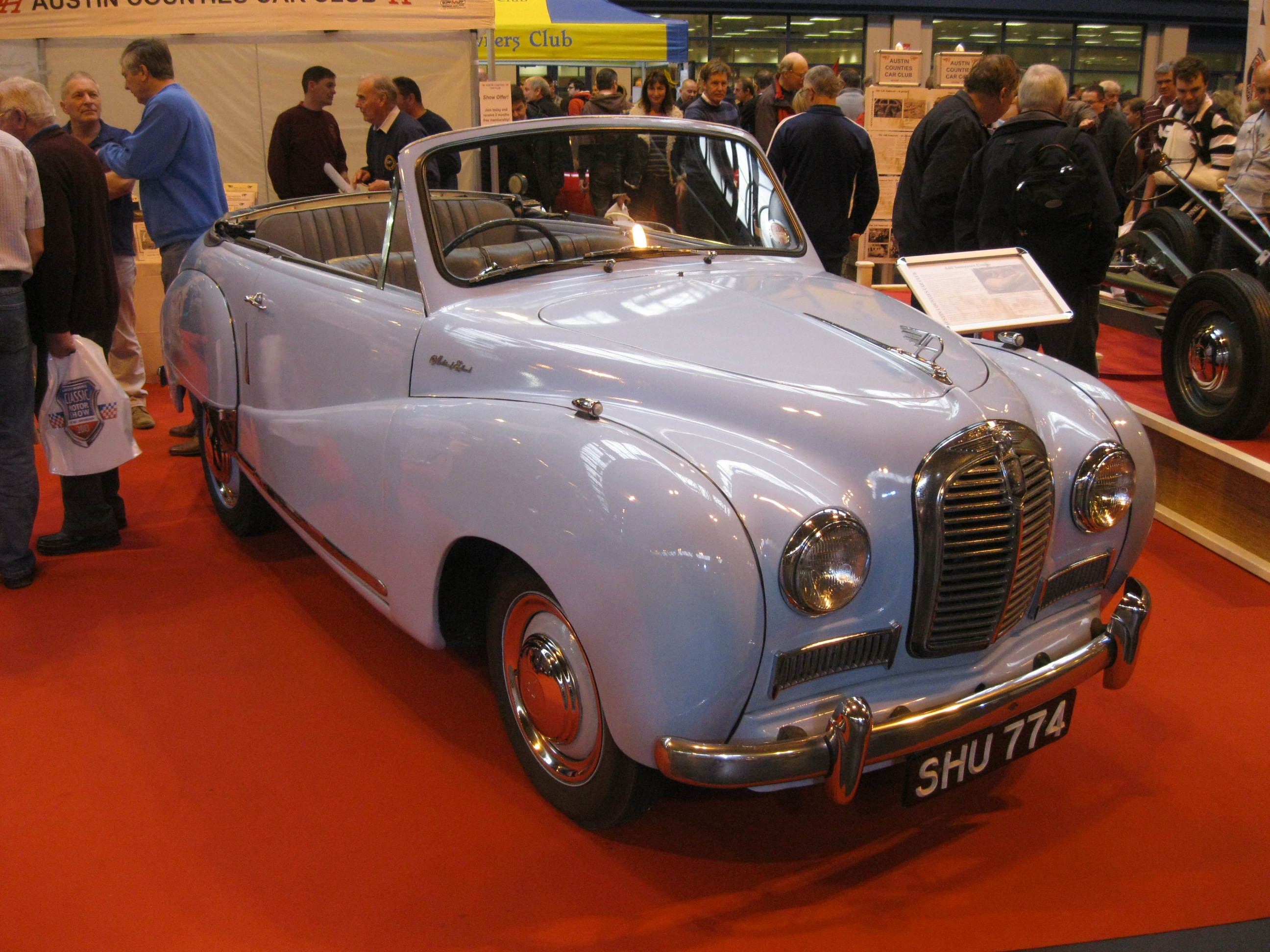
Un’Austin A40 Somerset cabriolet

L'A40 Somerset era equipaggiata da una carrozzeria (considerando il tipo di vettura) di grandi dimensioni. Questo corpo vettura ricordava quello della A70 Hereford ed era progettato in modo tale da rendere adatto il modello all'esportazione. L'A40 Somerset possedeva un sedile anteriore a panchina e la leva del cambio montata sul piantone dello sterzo.
Il modello venne inizialmente commercializzato solo con carrozzeria berlina quattro porte, sebbene una versione cabriolet a due porti e tre passeggeri realizzata da Carbodies fosse stata più tardi lanciata sul mercato. Quest'ultima differiva dalla berlina per la presenza di sedili anteriori separati che si ripiegavano in avanti per permettere l'accesso alla zona posteriore.
L'Austin realizzò nel 1953 una versione speciale della berlina in 500 esemplari, che aveva installato un motore più potente, degli interni rivisti ed una colorazione bicolore. L'Austin A40 Somerset speciale aveva una velocità massima dichiarata di 119 km/h, contro i 110 km/h circa della versione normale.
Dopo 173.306 esemplari prodotti l'A40 Somerset venne rimpiazzata dall'A40 Cambridge nel 1954. 7.243 di questi esemplari erano cabriolet.

## Prestazioni
Un esemplare cabriolet fu provata dal periodico The Motor nel 1953. Vennero registrate una velocità massima di 119 km/h, un'accelerazione da 0 a 97 km/h di 28,6 secondi ed un consumo di carburante di 9,38 L/100 km. Il modello utilizzato nel test costava 705 sterline. I dati vennero ottenuti utilizzando una benzina a basso numero di ottano.
L'Austin A40 Somerset aveva la fama di essere un po' lenta e pesante da guidare, reputazione non del tutto meritata. Le prime A40 Somerset ebbero infatti a che fare con forniture di carburante a basso numero di ottano, e di conseguenza vennero impostate con un'accensione ritardata per evitare i fenomeni di battito in testa, molto noti a quei tempi. Per questo motivo la British Motor Corporation, proprietaria dal 1952 del marchio Austin, produsse in seguito un kit per migliorare le prestazioni ed il consumo di benzina una volta che i carburanti con alto numero di ottano fossero ricomparsi dopo la fine delle restrizioni dovute alla seconda guerra mondiale. Questo kit comprendeva un distributore di ricambio ed una guarnizione opzionale della testata, che era più sottile e quindi permetteva di alzare leggermente il rapporto di compressione rispetto a quello standard di 7,2:1.
Il periodico specializzato Autocar pubblicò il 18 aprile 1952 il risultato di una prova su strada dove fu registrata una serie di dati che analizzavano la velocità massima del modello. La media ottenuta fu di 106 km/h, con un picco di 114 km/h. L'accelerazione da 0 a 97 km/h fu di 36,6 secondi, contro i 27,9 secondi di una prova analoga, effettuata dalla stessa rivista, che venne pubblicata l'8 aprile 1960. Sempre con riferimento alla medesima coppia di prove, il miglio da fermo scese da 24,4 a 23,2 secondi. Quest'ultimo dato era paragonabile alle prestazioni della Mini 850, che era considerata abbastanza brillante all'epoca.